# Torre los Negros
Torre los Negros – gmina w Hiszpanii, w prowincji Teruel, w Aragonii, o powierzchni 29,15 km². W 2011 roku gmina liczyła 98 mieszkańców.